# Чемпіонат Європи з футболу 1996 (кваліфікаційний раунд)
Кваліфікаційний турнір Чемпіонату Європи з футболу 1996 року відбувався з 20 квітня 1994 по 13 грудня 1995 року. 47 команд-учасниць було розбито на вісім груп. У групах кожна команда мала зіграти з кожною іншою два матчі: один на своєму полі, другий — на полі суперника. До фінального турніру автоматично потрапляли переможці кожної групи, а також шість найкращих команд з восьми, що посіли в групах другі місця; останні дві команди мали розіграти путівку до фінального турніру в єдиному стиковому матчі на нейтральному полі. Англія потрапляла до фінальної частини змагання автоматично як господар чемпіонату.
Це був перший кваліфікаційний турнір чемпіонатів Європи, на якому за перемогу команда почала отримувати три очка замість двох, як було раніше. Також це був перший кваліфікаційний турнір UEFA, у якому взяла участь збірна України.

## Група 1
|             |    |   |   |   |    |    |    |
| Команда     | І  | В | Н | П | МЗ | МП | О  |
| Румунія     | 10 | 6 | 3 | 1 | 18 | 9  | 21 |
| Франція     | 10 | 5 | 5 | 0 | 22 | 2  | 20 |
| Словаччина  | 10 | 4 | 2 | 4 | 14 | 18 | 14 |
| Польща      | 10 | 3 | 4 | 3 | 14 | 12 | 13 |
| Ізраїль     | 10 | 3 | 3 | 4 | 13 | 13 | 12 |
| Азербайджан | 10 | 0 | 1 | 9 | 2  | 29 | 1  |
|             |    |   |   |   |    |    |    |

| Результати        |                        |             |           |             |
| Дата              | Місце проведення       |             | Результат |             |
| 4 вересня 1994    | Тель-Авів, Ізраїль     | Ізраїль     | 2:1       | Польща      |
| 7 вересня 1994    | Братислава, Словаччина | Словаччина  | 0:0       | Франція     |
| 7 вересня 1994    | Бухарест, Румунія      | Румунія     | 3:0       | Азербайджан |
| 8 жовтня 1994     | Сент-Етьєн, Франція    | Франція     | 0:0       | Румунія     |
| 12 жовтня 1994    | Тель-Авів, Ізраїль     | Ізраїль     | 2:2       | Словаччина  |
| 12 жовтня 1994    | Мілец, Польща          | Польща      | 1:0       | Азербайджан |
| 12 листопада 1994 | Бухарест, Румунія      | Румунія     | 3:2       | Словаччина  |
| 16 листопада 1994 | Забже, Польща          | Польща      | 0:0       | Франція     |
| 16 листопада 1994 | Трабзон, Туреччина     | Азербайджан | 0:2       | Ізраїль     |
| 14 грудня 1994    | Трабзон, Туреччина     | Азербайджан | 0:2       | Франція     |
| 14 грудня 1994    | Тель-Авів, Ізраїль     | Ізраїль     | 1:1       | Румунія     |
| 29 березня 1995   | Бухарест, Румунія      | Румунія     | 2:1       | Польща      |
| 29 березня 1995   | Кошиці, Словаччина     | Словаччина  | 4:1       | Азербайджан |
| 29 березня 1995   | Тель-Авів, Ізраїль     | Ізраїль     | 0:0       | Франція     |
| 25 квітня 1995    | Забже, Польща          | Польща      | 4:3       | Ізраїль     |
| 26 квітня 1995    | Трабзон, Туреччина     | Азербайджан | 1:4       | Румунія     |
| 26 квітня 1995    | Нант, Франція          | Франція     | 4:0       | Словаччина  |
| 7 червня 1995     | Забже, Польща          | Польща      | 5:0       | Словаччина  |
| 7 червня 1995     | Бухарест, Румунія      | Румунія     | 2:1       | Ізраїль     |
| 16 серпня 1995    | Трабзон, Туреччина     | Азербайджан | 0:1       | Словаччина  |
| 16 серпня 1995    | Париж, Франція         | Франція     | 1:1       | Польща      |
| 6 вересня 1995    | Осер, Франція          | Франція     | 10:0      | Азербайджан |
| 6 вересня 1995    | Забже, Польща          | Польща      | 0:0       | Румунія     |
| 6 вересня 1995    | Кошиці, Словаччина     | Словаччина  | 1:0       | Ізраїль     |
| 11 жовтня 1995    | Бухарест, Румунія      | Румунія     | 1:3       | Франція     |
| 11 жовтня 1995    | Братислава, Словаччина | Словаччина  | 4:1       | Польща      |
| 11 жовтня 1995    | Тель-Авів, Ізраїль     | Ізраїль     | 2:0       | Азербайджан |
| 15 листопада 1995 | Канн, Франція          | Франція     | 2:0       | Ізраїль     |
| 15 листопада 1995 | Кошиці, Словаччина     | Словаччина  | 0:2       | Румунія     |
| 15 листопада 1995 | Трабзон, Туреччина     | Азербайджан | 0:0       | Польща      |
|                   |                        |             |           |             |

## Група 2
|                    |    |   |   |   |    |    |    |
| Команда            | І  | В | Н | П | МЗ | МП | О  |
| Іспанія            | 10 | 8 | 2 | 0 | 25 | 4  | 26 |
| Данія              | 10 | 6 | 3 | 1 | 19 | 9  | 21 |
| Бельгія            | 10 | 4 | 3 | 3 | 17 | 13 | 15 |
| Північна Македонія | 10 | 1 | 4 | 5 | 9  | 18 | 7  |
| Кіпр               | 10 | 1 | 4 | 5 | 6  | 20 | 7  |
| Вірменія           | 10 | 1 | 2 | 7 | 5  | 17 | 5  |
|                    |    |   |   |   |    |    |    |

| Результати        |                            |                    |           |                    |
| Дата              | Місце проведення           |                    | Результат |                    |
| 7 вересня 1994    | Брюссель, Бельгія          | Бельгія            | 2:0       | Вірменія           |
| 7 вересня 1994    | Лімасол, Кіпр              | Кіпр               | 1:2       | Іспанія            |
| 7 вересня 1994    | Скоп’є, Північна Македонія | Північна Македонія | 1:1       | Данія              |
| 8 жовтня 1994     | Єреван, Вірменія           | Вірменія           | 0:0       | Кіпр               |
| 12 жовтня 1994    | Копенгаген, Данія          | Данія              | 3:1       | Бельгія            |
| 12 жовтня 1994    | Скоп’є, Північна Македонія | Північна Македонія | 0:2       | Іспанія            |
| 16 листопада 1994 | Брюссель, Бельгія          | Бельгія            | 1:1       | Північна Македонія |
| 16 листопада 1994 | Лімасол, Кіпр              | Кіпр               | 2:0       | Вірменія           |
| 16 листопада 1994 | Севілья, Іспанія           | Іспанія            | 3:0       | Данія              |
| 17 грудня 1994    | Скоп’є, Північна Македонія | Північна Македонія | 3:0       | Кіпр               |
| 17 грудня 1994    | Брюссель, Бельгія          | Бельгія            | 1:4       | Іспанія            |
| 29 березня 1995   | Севілья, Іспанія           | Іспанія            | 1:1       | Бельгія            |
| 29 березня 1995   | Лімасол, Кіпр              | Кіпр               | 1:1       | Данія              |
| 26 квітня 1995    | Єреван, Вірменія           | Вірменія           | 0:2       | Іспанія            |
| 26 квітня 1995    | Копенгаген, Данія          | Данія              | 1:0       | Північна Македонія |
| 26 квітня 1995    | Брюссель, Бельгія          | Бельгія            | 2:0       | Кіпр               |
| 10 травня 1995    | Єреван, Вірменія           | Вірменія           | 2:2       | Північна Македонія |
| 7 червня 1995     | Копенгаген, Данія          | Данія              | 4:0       | Кіпр               |
| 7 червня 1995     | Севілья, Іспанія           | Іспанія            | 1:0       | Вірменія           |
| 7 червня 1995     | Скоп’є, Північна Македонія | Північна Македонія | 0:5       | Бельгія            |
| 16 серпня 1995    | Єреван, Вірменія           | Вірменія           | 0:2       | Данія              |
| 6 вересня 1995    | Брюссель, Бельгія          | Бельгія            | 1:3       | Данія              |
| 6 вересня 1995    | Скоп’є, Північна Македонія | Північна Македонія | 1:2       | Вірменія           |
| 6 вересня 1995    | Гранада, Іспанія           | Іспанія            | 6:0       | Кіпр               |
| 7 жовтня 1995     | Єреван, Вірменія           | Вірменія           | 0:2       | Бельгія            |
| 11 жовтня 1995    | Копенгаген, Данія          | Данія              | 1:1       | Іспанія            |
| 11 жовтня 1995    | Лімасол, Кіпр              | Кіпр               | 1:1       | Північна Македонія |
| 15 листопада 1995 | Ельче, Іспанія             | Іспанія            | 3:0       | Північна Македонія |
| 15 листопада 1995 | Копенгаген, Данія          | Данія              | 3:1       | Вірменія           |
| 15 листопада 1995 | Лімасол, Кіпр              | Кіпр               | 1:1       | Бельгія            |
|                   |                            |                    |           |                    |

## Група 3
|           |   |   |   |   |    |    |    |
| Команда   | І | В | Н | П | МЗ | МП | О  |
| Швейцарія | 8 | 5 | 2 | 1 | 15 | 7  | 17 |
| Туреччина | 8 | 4 | 3 | 1 | 16 | 8  | 15 |
| Швеція    | 8 | 2 | 3 | 3 | 9  | 10 | 9  |
| Угорщина  | 8 | 2 | 2 | 4 | 7  | 13 | 8  |
| Ісландія  | 8 | 1 | 2 | 5 | 3  | 12 | 5  |
|           |   |   |   |   |    |    |    |

| Результати        |                     |           |           |           |
| Дата              | Місце проведення    |           | Результат |           |
| 7 вересня 1994    | Рейк’явік, Ісландія | Ісландія  | 0:1       | Швеція    |
| 7 вересня 1994    | Будапешт, Угорщина  | Угорщина  | 2:2       | Туреччина |
| 12 жовтня 1994    | Стамбул, Туреччина  | Туреччина | 5:0       | Ісландія  |
| 12 жовтня 1994    | Берн, Швейцарія     | Швейцарія | 4:2       | Швеція    |
| 16 листопада 1994 | Сольна, Швеція      | Швеція    | 2:0       | Угорщина  |
| 16 листопада 1994 | Лозанна, Швейцарія  | Швейцарія | 0:1       | Ісландія  |
| 14 грудня 1994    | Стамбул, Туреччина  | Туреччина | 1:2       | Швейцарія |
| 29 березня 1995   | Будапешт, Угорщина  | Угорщина  | 2:2       | Швейцарія |
| 29 березня 1995   | Стамбул, Туреччина  | Туреччина | 2:1       | Швеція    |
| 26 квітня 1995    | Будапешт, Угорщина  | Угорщина  | 1:0       | Швеція    |
| 26 квітня 1995    | Берн, Швейцарія     | Швейцарія | 1:2       | Туреччина |
| 1 червня 1995     | Сольна, Швеція      | Швеція    | 1:1       | Ісландія  |
| 11 червня 1995    | Рейк’явік, Ісландія | Ісландія  | 2:1       | Угорщина  |
| 16 серпня 1995    | Рейк’явік, Ісландія | Ісландія  | 0:2       | Швейцарія |
| 6 вересня 1995    | Гетеборг, Швеція    | Швеція    | 0:0       | Швейцарія |
| 6 вересня 1995    | Стамбул, Туреччина  | Туреччина | 2:0       | Угорщина  |
| 11 жовтня 1995    | Цюрих, Швейцарія    | Швейцарія | 3:0       | Угорщина  |
| 11 жовтня 1995    | Рейк’явік, Ісландія | Ісландія  | 0:0       | Туреччина |
| 11 листопада 1995 | Будапешт, Угорщина  | Угорщина  | 1:0       | Ісландія  |
| 15 листопада 1995 | Сольна, Швеція      | Швеція    | 2:2       | Туреччина |
|                   |                     |           |           |           |

## Група 4
|          |    |   |   |    |    |    |    |
| Команда  | І  | В | Н | П  | МЗ | МП | О  |
| Хорватія | 10 | 7 | 2 | 1  | 22 | 5  | 23 |
| Італія   | 10 | 7 | 2 | 1  | 20 | 6  | 23 |
| Литва    | 10 | 5 | 1 | 4  | 13 | 12 | 16 |
| Україна  | 10 | 4 | 1 | 5  | 11 | 15 | 13 |
| Словенія | 10 | 3 | 2 | 5  | 13 | 13 | 11 |
| Естонія  | 10 | 0 | 0 | 10 | 3  | 31 | 0  |
|          |    |   |   |    |    |    |    |

| Результати        |                           |          |           |          |
| Дата              | Місце проведення          |          | Результат |          |
| 4 вересня 1994    | Таллінн, Естонія          | Естонія  | 0:2       | Хорватія |
| 7 вересня 1994    | Марібор, Словенія         | Словенія | 1:1       | Італія   |
| 7 вересня 1994    | Київ, Україна             | Україна  | 0:2       | Литва    |
| 8 жовтня 1994     | Таллінн, Естонія          | Естонія  | 0:2       | Італія   |
| 9 жовтня 1994     | Загреб, Хорватія          | Хорватія | 2:0       | Литва    |
| 12 жовтня 1994    | Київ, Україна             | Україна  | 0:0       | Словенія |
| 13 листопада 1994 | Київ, Україна             | Україна  | 3:0       | Естонія  |
| 16 листопада 1994 | Палермо, Італія           | Італія   | 1:2       | Хорватія |
| 16 листопада 1994 | Марібор, Словенія         | Словенія | 1:2       | Литва    |
| 25 березня 1995   | Загреб, Хорватія          | Хорватія | 4:0       | Україна  |
| 25 березня 1995   | Салерно, Італія           | Італія   | 4:1       | Естонія  |
| 29 березня 1995   | Вільнюс, Литва            | Литва    | 0:0       | Хорватія |
| 29 березня 1995   | Київ, Україна             | Україна  | 0:2       | Італія   |
| 29 березня 1995   | Марібор, Словенія         | Словенія | 3:0       | Естонія  |
| 26 квітня 1995    | Таллінн, Естонія          | Естонія  | 0:1       | Україна  |
| 26 квітня 1995    | Вільнюс, Литва            | Литва    | 0:1       | Італія   |
| 26 квітня 1995    | Загреб, Хорватія          | Хорватія | 2:0       | Словенія |
| 7 червня 1995     | Вільнюс, Литва            | Литва    | 2:1       | Словенія |
| 11 червня 1995    | Таллінн, Естонія          | Естонія  | 1:3       | Словенія |
| 11 червня 1995    | Київ, Україна             | Україна  | 1:0       | Хорватія |
| 16 серпня 1995    | Таллінн, Естонія          | Естонія  | 0:1       | Литва    |
| 3 вересня 1995    | Загреб, Хорватія          | Хорватія | 7:1       | Естонія  |
| 6 вересня 1995    | Удіне, Італія             | Італія   | 1:0       | Словенія |
| 6 вересня 1995    | Вільнюс, Литва            | Литва    | 1:3       | Україна  |
| 8 жовтня 1995     | Спліт, Хорватія           | Хорватія | 1:1       | Італія   |
| 11 жовтня 1995    | Вільнюс, Литва            | Литва    | 5:0       | Естонія  |
| 11 жовтня 1995    | Любляна, Словенія         | Словенія | 3:2       | Україна  |
| 11 листопада 1995 | Барі, Італія              | Італія   | 3:1       | Україна  |
| 15 листопада 1995 | Любляна, Словенія         | Словенія | 1:2       | Хорватія |
| 15 листопада 1995 | Реджо-нель-Емілія, Італія | Італія   | 4:0       | Литва    |
|                   |                           |          |           |          |

## Група 5
|              |    |   |   |   |    |    |    |
| Команда      | І  | В | Н | П | МЗ | МП | О  |
| Чехія        | 10 | 6 | 3 | 1 | 21 | 6  | 21 |
| Нідерланди * | 10 | 6 | 2 | 2 | 23 | 5  | 20 |
| Норвегія     | 10 | 6 | 2 | 2 | 17 | 7  | 20 |
| Білорусь     | 10 | 3 | 2 | 5 | 8  | 13 | 11 |
| Люксембург   | 10 | 3 | 1 | 6 | 3  | 21 | 10 |
| Мальта       | 10 | 0 | 2 | 8 | 2  | 22 | 2  |
|              |    |   |   |   |    |    |    |

* — Нідерланди потрапили до фінального етапу після стикового матчу з Ірландією.
| Результати        |                        |            |           |            |
| Дата              | Місце проведення       |            | Результат |            |
| 6 вересня 1994    | Острава, Чехія         | Чехія      | 6:1       | Мальта     |
| 7 вересня 1994    | Люксембург, Люксембург | Люксембург | 0:4       | Нідерланди |
| 7 вересня 1994    | Осло, Норвегія         | Норвегія   | 1:0       | Білорусь   |
| 12 жовтня 1994    | Валетта, Мальта        | Мальта     | 0:0       | Чехія      |
| 12 жовтня 1994    | Осло, Норвегія         | Норвегія   | 1:1       | Нідерланди |
| 12 жовтня 1994    | Мінськ, Білорусь       | Білорусь   | 2:0       | Люксембург |
| 16 листопада 1994 | Мінськ, Білорусь       | Білорусь   | 0:4       | Норвегія   |
| 16 листопада 1994 | Роттердам, Нідерланди  | Нідерланди | 0:0       | Чехія      |
| 14 грудня 1994    | Роттердам, Нідерланди  | Нідерланди | 5:0       | Люксембург |
| 14 грудня 1994    | Валетта, Мальта        | Мальта     | 0:1       | Норвегія   |
| 22 лютого 1995    | Валетта, Мальта        | Мальта     | 0:1       | Люксембург |
| 29 березня 1995   | Люксембург, Люксембург | Люксембург | 0:2       | Норвегія   |
| 29 березня 1995   | Роттердам, Нідерланди  | Нідерланди | 4:0       | Мальта     |
| 29 березня 1995   | Острава, Чехія         | Чехія      | 4:2       | Білорусь   |
| 26 квітня 1995    | Мінськ, Білорусь       | Білорусь   | 1:1       | Мальта     |
| 26 квітня 1995    | Прага, Чехія           | Чехія      | 3:1       | Нідерланди |
| 26 квітня 1995    | Осло, Норвегія         | Норвегія   | 5:0       | Люксембург |
| 7 червня 1995     | Люксембург, Люксембург | Люксембург | 1:0       | Чехія      |
| 7 червня 1995     | Осло, Норвегія         | Норвегія   | 2:0       | Мальта     |
| 7 червня 1995     | Мінськ, Білорусь       | Білорусь   | 1:0       | Нідерланди |
| 16 серпня 1995    | Осло, Норвегія         | Норвегія   | 1:1       | Чехія      |
| 6 вересня 1995    | Прага, Чехія           | Чехія      | 2:0       | Норвегія   |
| 6 вересня 1995    | Роттердам, Нідерланди  | Нідерланди | 1:0       | Білорусь   |
| 6 вересня 1995    | Люксембург, Люксембург | Люксембург | 1:0       | Мальта     |
| 7 жовтня 1995     | Мінськ, Білорусь       | Білорусь   | 0:2       | Чехія      |
| 11 жовтня 1995    | Валетта, Мальта        | Мальта     | 0:4       | Нідерланди |
| 11 жовтня 1995    | Люксембург, Люксембург | Люксембург | 0:0       | Білорусь   |
| 12 листопада 1995 | Валетта, Мальта        | Мальта     | 0:2       | Білорусь   |
| 15 листопада 1995 | Прага, Чехія           | Чехія      | 3:0       | Люксембург |
| 15 листопада 1995 | Роттердам, Нідерланди  | Нідерланди | 3:0       | Норвегія   |
|                   |                        |            |           |            |

## Група 6
|                   |    |   |   |   |    |    |    |
| Команда           | І  | В | Н | П | МЗ | МП | О  |
| Португалія        | 10 | 7 | 2 | 1 | 29 | 7  | 23 |
| Ірландія *        | 10 | 5 | 2 | 3 | 17 | 11 | 17 |
| Північна Ірландія | 10 | 5 | 2 | 3 | 20 | 15 | 17 |
| Австрія           | 10 | 5 | 1 | 4 | 29 | 14 | 16 |
| Латвія            | 10 | 4 | 0 | 6 | 11 | 20 | 12 |
| Ліхтенштейн       | 10 | 0 | 1 | 9 | 1  | 40 | 1  |
|                   |    |   |   |   |    |    |    |

* — Ірландія програла стиковий матч Нідерландам і не потрапила до фінального етапу.
| Результати        |                            |                   |           |                   |
| Дата              | Місце проведення           |                   | Результат |                   |
| 20 квітня 1994    | Белфаст, Північна Ірландія | Північна Ірландія | 4:1       | Ліхтенштейн       |
| 7 вересня 1994    | Рига, Латвія               | Латвія            | 0:3       | Ірландія          |
| 7 вересня 1994    | Ешен-Маурен, Ліхтенштейн   | Ліхтенштейн       | 0:4       | Австрія           |
| 7 вересня 1994    | Белфаст, Північна Ірландія | Північна Ірландія | 1:2       | Португалія        |
| 9 жовтня 1994     | Рига, Латвія               | Латвія            | 1:3       | Португалія        |
| 12 жовтня 1994    | Відень, Австрія            | Австрія           | 1:2       | Північна Ірландія |
| 12 жовтня 1994    | Дублін, Ірландія           | Ірландія          | 4:0       | Ліхтенштейн       |
| 13 листопада 1994 | Лісабон, Португалія        | Португалія        | 1:0       | Австрія           |
| 15 листопада 1994 | Ешен-Маурен, Ліхтенштейн   | Ліхтенштейн       | 0:1       | Латвія            |
| 16 листопада 1994 | Белфаст, Північна Ірландія | Північна Ірландія | 0:4       | Ірландія          |
| 28 грудня 1994    | Лісабон, Португалія        | Португалія        | 8:0       | Ліхтенштейн       |
| 29 березня 1995   | Дублін, Ірландія           | Ірландія          | 1:1       | Північна Ірландія |
| 29 березня 1995   | Зальцбург, Австрія         | Австрія           | 5:0       | Латвія            |
| 26 квітня 1995    | Рига, Латвія               | Латвія            | 0:1       | Північна Ірландія |
| 26 квітня 1995    | Зальцбург, Австрія         | Австрія           | 7:0       | Ліхтенштейн       |
| 26 квітня 1995    | Дублін, Ірландія           | Ірландія          | 1:0       | Португалія        |
| 3 червня 1995     | Порту, Португалія          | Португалія        | 3:2       | Латвія            |
| 3 червня 1995     | Ешен-Маурен, Ліхтенштейн   | Ліхтенштейн       | 0:0       | Ірландія          |
| 7 червня 1995     | Белфаст, Північна Ірландія | Північна Ірландія | 1:2       | Латвія            |
| 11 червня 1995    | Дублін, Ірландія           | Ірландія          | 1:3       | Австрія           |
| 15 серпня 1995    | Ешен-Маурен, Ліхтенштейн   | Ліхтенштейн       | 0:7       | Португалія        |
| 16 серпня 1995    | Рига, Латвія               | Латвія            | 3:2       | Австрія           |
| 3 вересня 1995    | Лісабон, Португалія        | Португалія        | 1:1       | Північна Ірландія |
| 6 вересня 1995    | Відень, Австрія            | Австрія           | 3:1       | Ірландія          |
| 6 вересня 1995    | Рига, Латвія               | Латвія            | 1:0       | Ліхтенштейн       |
| 11 жовтня 1995    | Відень, Австрія            | Австрія           | 1:1       | Португалія        |
| 11 жовтня 1995    | Дублін, Ірландія           | Ірландія          | 2:1       | Латвія            |
| 11 жовтня 1995    | Ешен-Маурен, Ліхтенштейн   | Ліхтенштейн       | 0:4       | Північна Ірландія |
| 15 листопада 1995 | Лісабон, Португалія        | Португалія        | 3:0       | Ірландія          |
| 15 листопада 1995 | Белфаст, Північна Ірландія | Північна Ірландія | 5:3       | Австрія           |
|                   |                            |                   |           |                   |

## Група 7
|           |    |   |   |   |    |    |    |
| Команда   | І  | В | Н | П | МЗ | МП | О  |
| Німеччина | 10 | 8 | 1 | 1 | 27 | 10 | 25 |
| Болгарія  | 10 | 7 | 1 | 2 | 24 | 10 | 22 |
| Грузія    | 10 | 5 | 0 | 5 | 14 | 13 | 15 |
| Молдова   | 10 | 3 | 0 | 7 | 11 | 27 | 9  |
| Уельс     | 10 | 2 | 2 | 6 | 9  | 19 | 8  |
| Албанія   | 10 | 2 | 2 | 6 | 10 | 16 | 8  |
|           |    |   |   |   |    |    |    |

| Результати        |                           |           |           |           |
| Дата              | Місце проведення          |           | Результат |           |
| 7 вересня 1994    | Тбілісі, Грузія           | Грузія    | 0:1       | Молдова   |
| 7 вересня 1994    | Кардіфф, Уельс            | Уельс     | 2:0       | Албанія   |
| 12 жовтня 1994    | Кишинів, Молдова          | Молдова   | 3:2       | Уельс     |
| 12 жовтня 1994    | Софія, Болгарія           | Болгарія  | 2:0       | Грузія    |
| 16 листопада 1994 | Тирана, Албанія           | Албанія   | 1:2       | Німеччина |
| 16 листопада 1994 | Софія, Болгарія           | Болгарія  | 4:1       | Молдова   |
| 16 листопада 1994 | Тбілісі, Грузія           | Грузія    | 5:0       | Уельс     |
| 14 грудня 1994    | Кишинів, Молдова          | Молдова   | 0:3       | Німеччина |
| 14 грудня 1994    | Кардіфф, Уельс            | Уельс     | 0:3       | Болгарія  |
| 14 грудня 1994    | Тирана, Албанія           | Албанія   | 0:1       | Грузія    |
| 18 грудня 1994    | Кайзерслаутерн, Німеччина | Німеччина | 2:1       | Албанія   |
| 29 березня 1995   | Тбілісі, Грузія           | Грузія    | 0:2       | Німеччина |
| 29 березня 1995   | Софія, Болгарія           | Болгарія  | 3:1       | Уельс     |
| 29 березня 1995   | Тирана, Албанія           | Албанія   | 3:0       | Молдова   |
| 26 квітня 1995    | Тбілісі, Грузія           | Грузія    | 2:0       | Албанія   |
| 26 квітня 1995    | Кишинів, Молдова          | Молдова   | 0:3       | Болгарія  |
| 26 квітня 1995    | Дюссельдорф, Німеччина    | Німеччина | 1:1       | Уельс     |
| 7 червня 1995     | Софія, Болгарія           | Болгарія  | 3:2       | Німеччина |
| 7 червня 1995     | Кардіфф, Уельс            | Уельс     | 0:1       | Грузія    |
| 7 червня 1995     | Кишинів, Молдова          | Молдова   | 2:3       | Албанія   |
| 6 вересня 1995    | Тирана, Албанія           | Албанія   | 1:1       | Болгарія  |
| 6 вересня 1995    | Нюрнберг, Німеччина       | Німеччина | 4:1       | Грузія    |
| 6 вересня 1995    | Кардіфф, Уельс            | Уельс     | 1:0       | Молдова   |
| 7 жовтня 1995     | Софія, Болгарія           | Болгарія  | 3:0       | Албанія   |
| 8 жовтня 1995     | Леверкузен, Німеччина     | Німеччина | 6:1       | Молдова   |
| 11 жовтня 1995    | Тбілісі, Грузія           | Грузія    | 2:1       | Болгарія  |
| 11 жовтня 1995    | Кардіфф, Уельс            | Уельс     | 1:2       | Німеччина |
| 15 листопада 1995 | Берлін, Німеччина         | Німеччина | 3:1       | Болгарія  |
| 15 листопада 1995 | Тирана, Албанія           | Албанія   | 1:1       | Уельс     |
| 15 листопада 1995 | Кишинів, Молдова          | Молдова   | 3:2       | Грузія    |
|                   |                           |           |           |           |

## Група 8
|                   |    |   |   |    |    |    |    |
| Команда           | І  | В | Н | П  | МЗ | МП | О  |
| Росія             | 10 | 8 | 2 | 0  | 34 | 5  | 26 |
| Шотландія         | 10 | 7 | 2 | 1  | 19 | 3  | 23 |
| Греція            | 10 | 6 | 0 | 4  | 23 | 9  | 18 |
| Фінляндія         | 10 | 5 | 0 | 5  | 18 | 18 | 15 |
| Фарерські острови | 10 | 2 | 0 | 8  | 10 | 35 | 6  |
| Сан-Марино        | 10 | 0 | 0 | 10 | 2  | 36 | 0  |
|                   |    |   |   |    |    |    |    |

| Результати        |                           |                   |           |                   |
| Дата              | Місце проведення          |                   | Результат |                   |
| 7 вересня 1994    | Тофтір, Фарерські острови | Фарерські острови | 1:5       | Греція            |
| 7 вересня 1994    | Гельсінкі, Фінляндія      | Фінляндія         | 0:2       | Шотландія         |
| 12 жовтня 1994    | Глазго, Шотландія         | Шотландія         | 5:1       | Фарерські острови |
| 12 жовтня 1994    | Афіни, Греція             | Греція            | 4:0       | Фінляндія         |
| 12 жовтня 1994    | Москва, Росія             | Росія             | 4:0       | Сан-Марино        |
| 16 листопада 1994 | Афіни, Греція             | Греція            | 2:0       | Сан-Марино        |
| 16 листопада 1994 | Гельсінкі, Фінляндія      | Фінляндія         | 5:0       | Фарерські острови |
| 16 листопада 1994 | Глазго, Шотландія         | Шотландія         | 1:1       | Росія             |
| 14 грудня 1994    | Гельсінкі, Фінляндія      | Фінляндія         | 4:1       | Сан-Марино        |
| 18 грудня 1994    | Афіни, Греція             | Греція            | 1:0       | Шотландія         |
| 29 березня 1995   | Москва, Росія             | Росія             | 0:0       | Шотландія         |
| 29 березня 1995   | Серравалле, Сан-Марино    | Сан-Марино        | 0:2       | Фінляндія         |
| 26 квітня 1995    | Серравалле, Сан-Марино    | Сан-Марино        | 0:2       | Шотландія         |
| 26 квітня 1995    | Салоніки, Греція          | Греція            | 0:3       | Росія             |
| 26 квітня 1995    | Тофтір, Фарерські острови | Фарерські острови | 0:4       | Фінляндія         |
| 6 травня 1995     | Москва, Росія             | Росія             | 3:0       | Фарерські острови |
| 25 травня 1995    | Тофтір, Фарерські острови | Фарерські острови | 3:0       | Сан-Марино        |
| 7 червня 1995     | Серравалле, Сан-Марино    | Сан-Марино        | 0:7       | Росія             |
| 7 червня 1995     | Тофтір, Фарерські острови | Фарерські острови | 0:2       | Шотландія         |
| 11 червня 1995    | Гельсінкі, Фінляндія      | Фінляндія         | 2:1       | Греція            |
| 16 серпня 1995    | Гельсінкі, Фінляндія      | Фінляндія         | 0:6       | Росія             |
| 16 серпня 1995    | Глазго, Шотландія         | Шотландія         | 1:0       | Греція            |
| 6 вересня 1995    | Глазго, Шотландія         | Шотландія         | 1:0       | Фінляндія         |
| 6 вересня 1995    | Тофтір, Фарерські острови | Фарерські острови | 2:5       | Росія             |
| 6 вересня 1995    | Серравалле, Сан-Марино    | Сан-Марино        | 0:4       | Греція            |
| 11 жовтня 1995    | Москва, Росія             | Росія             | 2:1       | Греція            |
| 11 жовтня 1995    | Серравалле, Сан-Марино    | Сан-Марино        | 1:3       | Фарерські острови |
| 15 листопада 1995 | Глазго, Шотландія         | Шотландія         | 5:0       | Сан-Марино        |
| 15 листопада 1995 | Москва, Росія             | Росія             | 3:1       | Фінляндія         |
| 15 листопада 1995 | Іракліон, Греція          | Греція            | 5:0       | Фарерські острови |
|                   |                           |                   |           |                   |

## Стикові матчі
Вісім команд, що посіли другі місця в своїх групах, були зведені в таблицю й упорядковані згідно з їхніми досягненнями під час групового етапу. Шість найкращих команд мали потрапити до фінального змагання автоматично, дві найгірших мали зіграти один стиковий матч на нейтральному полі; переможець цього матчу здобував останню путівку до фіналу. При визначенні двох гірших команд бралися до уваги тільки результати групових матчів проти команд, що посіли в групах перше, третє, чи четверте місце. В результаті таблиця набула такого виду:
|            |   |   |   |   |    |    |    |
| Команда    | І | В | Н | П | МЗ | МП | О  |
| Італія     | 6 | 4 | 1 | 1 | 12 | 4  | 13 |
| Болгарія   | 6 | 4 | 0 | 2 | 14 | 8  | 12 |
| Туреччина  | 6 | 3 | 2 | 1 | 11 | 8  | 11 |
| Шотландія  | 6 | 3 | 2 | 1 | 5  | 2  | 11 |
| Данія      | 6 | 3 | 2 | 1 | 9  | 7  | 11 |
| Франція    | 6 | 2 | 4 | 0 | 8  | 2  | 10 |
| Нідерланди | 6 | 2 | 2 | 2 | 6  | 5  | 8  |
| Ірландія   | 6 | 2 | 1 | 3 | 8  | 10 | 7  |
|            |   |   |   |   |    |    |    |

Таким чином, останню путівку мали розіграти команди Нідерландів й Ірландії. Матч відбувся в Ліверпулі (Англія) 13 грудня 1995 року.
| Результати     |                   |            |           |          |
| Дата           | Місце проведення  |            | Результат |          |
| 13 грудня 1995 | Ліверпуль, Англія | Нідерланди | 2:0       | Ірландія |
|                |                   |            |           |          |

Переможець цього матчу, команда Нідерландів, стала останнім учасником фінального турніру Чемпіонату Європи з футболу 1996 року.

## Фіналісти
До фінального турніру Чемпіонату Європи з футболу 1996 року потрапили такі команди:
1. Англія — господар турніру.
2. Болгарія — друге місце в групі 7.
3. Данія — друге місце в групі 2.
4. Іспанія — переможець групи 2.
5. Італія — друге місце в групі 4.
6. Нідерланди — друге місце в групі 5, переможець в стиковому матчі.
7. Німеччина — переможець групи 7.
8. Португалія — переможець групи 6.
9. Росія — переможець групи 8.
10. Румунія — переможець групи 1.
11. Туреччина — друге місце в групі 3.
12. Франція — друге місце в групі 1.
13. Хорватія — переможець групи 4.
14. Чехія — переможець групи 5.
15. Швейцарія — переможець групи 3.
16. Шотландія — друге місце в групі 8.